# Оръдие за сняг
Оръдието за сняг, или снежно оръдие, е устройство за произвеждане на сняг.
Снегът се произвежда като вода, която бива изстрелвана посредством множество малки дюзи, разположени върху огромна метална перка. Перката ги разпръсква във въздуха, където те замръзват и се трансформират в снежни кристали. За целта температурата на въздуха трябва да е под -5 градуса.
За 12 часа снежното оръдие може да покрие около 5 декара с 30 cm сняг, използвайки 1500 литра вода на минута. Произведеният по този начин сняг е мокър и тежък.
При твърде висока температура (над -5 градуса) най-често към водата трябва да се добавят вещества, които да направят възможно образуването на снежни кристали. 
От екологична гледна точка оръдията за сняг предизвикват замърсяване поради машинното масло, което попада в маркучите за сгъстен въздух, повишената консумация на електроенергия и нарушаването на ландшафта при изграждането на системите за произвеждане на сняг.